# Cholon
Cholon ( in cinese tradizionale 堤岸) è lo storico quartiere etnico cinese della città di Ho Chi Minh. Situato sulla riva occidentale del fiume Saigon e costituito dalla zona occidentale del Quận 5 e da numerosi distretti adiacenti ai Quận 6 e 11, viene considerato la più grande chinatown del mondo per area.

## Etimologia
Il nome vietnamita Chợ Lớn significa letteralmente "grande" (lớn) "mercato" (chợ). Il nome cinese è 堤岸 (pronunciato Tai-Ngon in cantonese e Di'an in mandarino), che significa argine. La lettura vietnamita del nome cinese è Nê Ngạn, ma questo è usato raramente: i parlanti vietnamiti usano esclusivamente il nome Chợ Lớn, mentre i parlanti cinesi (sia in Vietnam che in Cina) sono gli unici che usano il nome cinese originale.

## Storia
La città di Chợ Lớn è stata fondata dalla comunità dei vietnamiti cinesi, quando la dinastia Lê, che era la famiglia dominante nel XVI secolo, iniziò a decadere al potere e due famiglie rivali, le famiglie Trịnh e Nguyễn iniziarono a lottare per prenderne il posto. Quando i Nguyễn furono nominati viceré del Sud con sede a Huế, incoraggiarono gli immigrati cinesi a stabilirsi nell'area.
Nel 1778, i vietnamiti cinesi che vivevano a Biên Hòa dovettero rifugiarsi in quello che oggi è Chợ Lớn perché furono oggetto di ritorsioni dalle forze di Tây Sơn per il loro sostegno ai signori Nguyễn. Nel 1782, più di 10.000 vietnamiti cinesi furono nuovamente massacrati dai Tây Sơn e dovettero ricostruire la città. Costruirono alti argini contro i flussi del fiume e chiamarono il loro nuovo insediamento Tai-Ngon (che significa "terrapieno" in cantonese). Chợ Lớn è stata costituita come città nel 1879, a 11 km da Saigon. Attorno agli anni 30 i confini della chinatown si erano estesi fino a Saigon, perciò il 27 aprile 1931, Chợ Lớn e la vicina città di Saïgon furono unite per formare un'unica città chiamata Saigon-Cholon. Il nome ufficiale, tuttavia, non è mai entrato in vigore nel gergo quotidiano e la città ha continuato a essere denominata Saigon.  Nel 1955 la denominazione Chợ Lớn, fu tolta dal nome ufficiale della città, dopo l'indipendenza dell'Indocina francese dalla Francia avvenuta il 12 luglio 1954.

### Criminalità
Durante la guerra del Vietnam, soldati e disertori dell'esercito degli Stati Uniti mantennero un fiorente mercato nero a Chợ Lớn, scambiando vari articoli di emissione dell'esercito americano e in particolare degli Stati Uniti. Questa era l'area, vicino alla Pagoda di Quan Âm, dove il fotoreporter Eddie Adams ha scattato la sua famosa fotografia di esecuzione.
Anche quattro giornalisti australiani furono uccisi a Chợ Lớn durante l'offensiva del Têt nel 1968.

## Monumenti e luoghi d'interesse
Uno dei monumenti più significatifi della chinatown è la pagoda di Quan Âm, una pagoda buddista in stile cinese, costruita da visitatori provenienti dal Fujian nel XIX secolo. Altri monumenti significativi sono: il tempio di Thiên Hậu, la moschea di Chợ Lớn.